# Uberto Pasolini
Uberto Pasolini (* 1. Mai 1957 in Rom) ist ein italienischer Filmproduzent, Regisseur und Drehbuchautor.

## Leben
Pasolini, Großneffe mütterlicherseits von Luchino Visconti, verließ Italien als Jugendlicher, ging erst nach Wales und dann zum Studium nach London.
Bevor sich Pasolini der Produktion von Filmen zuwandte, arbeitete er 12 Jahre als Investmentbanker in London. 1984 arbeitete er erstmals an einem Filmset und war als unit runner bei den Dreharbeiten von The Killing Fields – Schreiendes Land zugegen. Allerdings war er zunächst gar nicht engagiert worden, sondern arbeitete ohne jegliche Bezahlung. Der Produzent David Puttnam nahm sich schließlich seiner an, und Pasolini wurde Teil seines Produktionsteams. 1985 und 1986 war Pasolini als dritter Regieassistent an zwei Filmen beteiligt, folgte Putnam zunächst nach Amerika, um dann doch nach England zurückzukehren. Ab 1991 war er als namentlich aufgeführter Produzent aktiv. Mit Redwave Films gründete er schließlich eine eigene Produktionsfirma.
Ein großer finanzieller wie künstlerischer Erfolg gelang ihm 1997 mit dem Film Ganz oder gar nicht, für den er bei der Oscarverleihung 1998 für den Oscar in der Kategorie Bester Film nominiert wurde. In der gleichen Kategorie gewann der Film bei den British Academy Film Awards 1998. Ferner erhielt Pasolini 1997 den Europäischen Filmpreis, auch für den Besten Film. Er wurde als Bester britischer Produzenten geehrt.
2008 gab er mit Spiel der Träume sein Debüt als Drehbuchautor und Regisseur. 2013 folgte Mr. May und das Flüstern der Ewigkeit und 2020 Nowhere Special. Bei allen drei Filmen war er als Produzent tätig. Seine Inszenierungen waren ebenfalls künstlerische Erfolge. 
Beim Internationalen Filmfestival Warschau 2020 erhielt er die Auszeichnung mit dem Publikumspreis. Gleiches geschah beim Semana Internacional de Cine de Valladolid 2020. Im Jahr darauf wurde Pasolini in die Jury für den besten Debütfilm beim Filmfestival von Venedig 2021 berufen.
Seit 1995 ist er mit der Komponistin Rachel Portman verheiratet, gemeinsam haben sie drei Kinder.

## Filmografie (Auswahl)
- 1992: A Dangerous Man: Lawrence After Arabia
- 1997: Ganz oder gar nicht (The Full Monty)
- 2008: Spiel der Träume (Machan)
- 2012: Bel Ami
- 2013: Mr. May und das Flüstern der Ewigkeit (Still Life)
- 2020: Nowhere Special
- 2024: The Return